# Episynlestes albicauda
Episynlestes albicauda är en trollsländeart som först beskrevs av Tillyard 1913.  Episynlestes albicauda ingår i släktet Episynlestes och familjen Synlestidae. Inga underarter finns listade i Catalogue of Life.